# BibTeX4Word
BibTeX4Word ist ein Hilfsprogramm zum Integrieren von BibTeX-basierten Referenzmanagern wie JabRef in Microsoft Word. Mit BibTeX4Word können automatisiert Referenzen in ein Word-Dokument eingefügt werden und Referenzlisten erstellt werden. BibTeX4Word ist vergleichbar mit den entsprechenden Plugins von EndNote oder Zotero und kennt dank MiKTeX hunderte Zitationsstile.
BibTeX4Word wird seit 2006 von Mike Brookes am Imperial College London entwickelt. BibTeX4Word ist umständlicher zu bedienen als viele andere Lösungen, aber dafür sehr mächtig in den Gestaltungsmöglichkeiten.